# Lista de turnês e concertos de Beyoncé

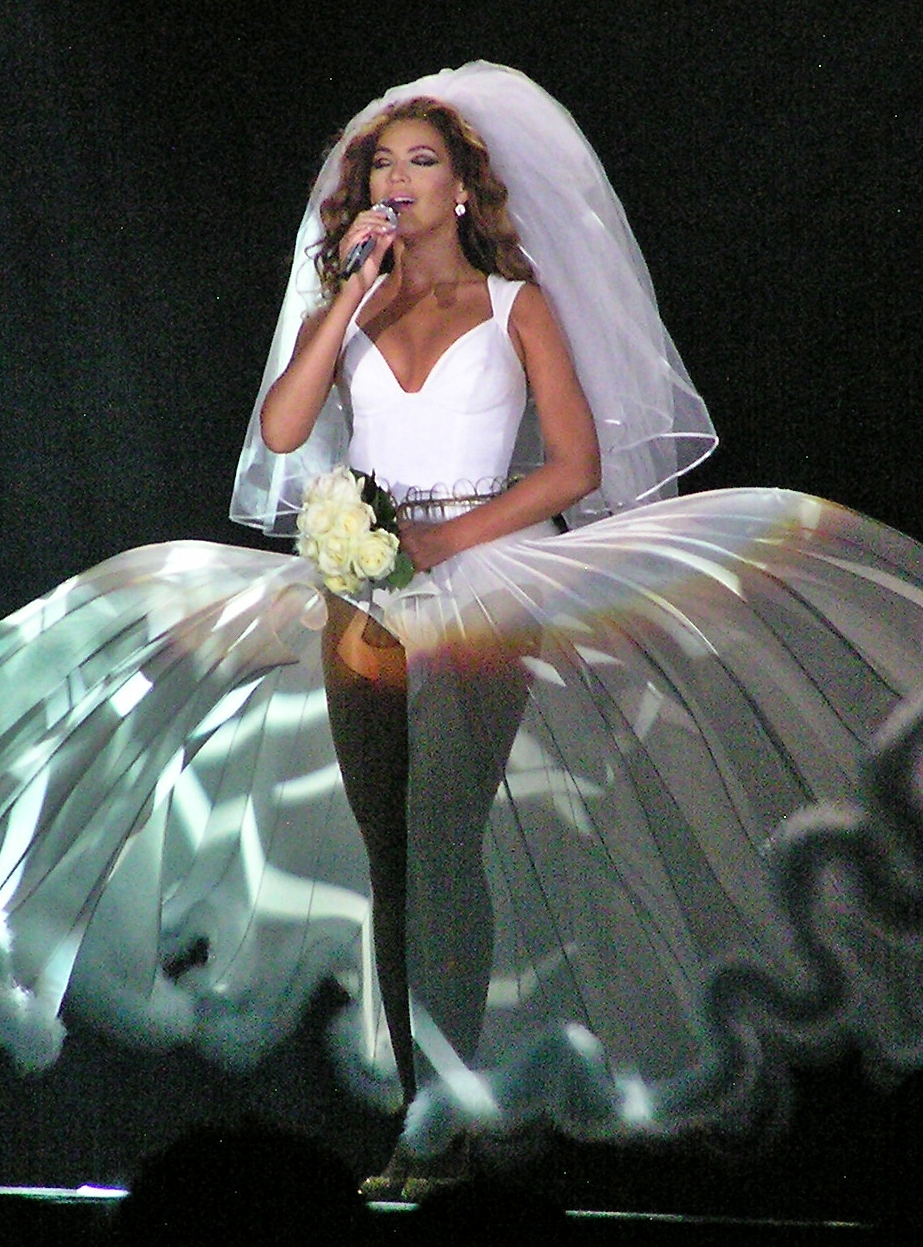
Knowles usando um vestido de noiva criado por Thierry Mugler enquanto canta "Ave Maria" em um concerto da I Am... Tour. A excursão lhe rendeu um dos seus maiores públicos, com sessenta mil pessoas no Estádio do Morumbi, em São Paulo, Brasil.

A cantora e atriz norte-americana Beyoncé embarcou em quatro turnês, das quais duas foram mundiais. Ela também realizou três concertos especiais para promover seus álbuns de estúdio. Sua primeira turnê em carreira solo foi a Dangerously in Love Tour, que passou apenas em território europeu, fazendo a divulgação do seu álbum de estreia, Dangerously in Love, de 2003. Entre março e abril de 2004, a Verizon Ladies First Tour foi estrelada por Knowles, Alicia Keys e Missy Elliott. Os shows de abertura foram feitos pela canadense Tamia, que foi apresentada como uma convidada especial.
Em 2007, sua primeira turnê mundial, The Beyoncé Experience, promoveu o álbum B'Day. Essa foi a primeira turnê que teve a participação da sua banda, a Suga Mama, que é formada apenas por mulheres. Dois anos depois, para divulgar seu terceiro disco de inéditas, ela embarcou na I Am... Tour, sua segunda excursão pelo mundo, usando os figurinos que foram criados pelo estilista francês Thierry Mugler, que se inspirou no alter ego da cantora, a Sasha Fierce. Durante a passagem da turnê em Las Vegas, ela realizou a série de quatro concertos I Am... Yours, que teve em seu repertório mais de trinta músicas interpretadas em versão acústica. Em divulgação ao álbum 4, a artista realizou duas séries de concertos: 4 Intimate Nights with Beyoncé (2011) e Revel Presents: Beyoncé Live (2012). A primeira foi feita em quatro noites não-consecutivas no Roseland Ballroom, em Nova Iorque, e a segunda ocorreu no resort Revel Atlantic City, marcando sua volta aos palcos após dar à luz sua filha Blue Ivy Carter.
Durante sua carreira, Knowles fez aparições em alguns eventos de caridade e realizou algumas apresentações notáveis, como ao cantar "At Last" na posse do presidente compatriota Barack Obama e o hino nacional dos Estados Unidos no Super Bowl XXXVIII.

## Turnês
| Ano | Título                          | Duração                                                     | Número de performances |
| --- | ------------------------------- | ----------------------------------------------------------- | ---------------------- |
| 2003 | Dangerously in Love Tour        | 3 de novembro de 2003–19 de novembro de 2003 (Europa)       | 9                      |
| Foi a primeira turnê solo de Knowles, que passou apenas em território europeu. O repertório teve músicas do álbum Dangerously in Love e do grupo Destiny's Child. A cantora também interpretou "Fever" e "Summertime", que foram gravadas para a trilha sonora do filme The Fighting Temptations (2003). A excursão recebeu uma avaliação negativa feita por Dave Simpson, do The Guardian, que a classificou com duas estrelas de cinco. O show realizado no dia 10 de novembro de 2003, na Arena Wembley, em Londres, foi posteriormente lançado no álbum Live at Wembley. |                                 |                                                             |                        |
| 2004 | Verizon Ladies First Tour       | 12 de março de 2004–19 de abril de 2004 (América do Norte)  | 25                     |
| Passando apenas pelos Estados Unidos, a turnê foi co-patrocinada por Steve Madden e pela L'Oréal. Embora tenha sido estrelada pelas cantoras norte-americanas Knowles, Alicia Keys e Missy Elliott, a canadense Tamia fez uma participação especial, realizando os shows de abertura da turnê. Por motivos desconhecidos, Keys e Elliott não fizeram parte do concerto realizado no Reliant Stadium, em Houston, onde Michelle Williams substituiu Tamia na introdução do espetáculo. O evento teve um bom desempenho ao arrecadar mais de vinte milhões de dólares e alcançou a posição de número 34 na lista feita pela revista Pollstar das melhores turnês de 2004. |                                 |                                                             |                        |
| 2007 | The Beyoncé Experience          | 10 de abril de 2007–12 de novembro de 2007 (Turnê mundial)  | 97                     |
| Sete dias após o lançamento da versão de luxo do seu segundo álbum de estúdio, B'Day, Knowles iniciou sua primeira turnê mundial. Chris Brown realizou a abertura dos shows na Austrália, enquanto Lemar abriu os na Europa, com exceção os no Reino Unido, feitos por Katy Shotter. Na América do Norte, os concertos foram abertos por Robin Thicke, Sean Kingston e Katy Shotter. Essa foi a primeira turnê da cantora com a participação da sua banda, Suga Mama, que é formada apenas por mulheres. O registro ao vivo The Beyoncé Experience Live foi gravado em 2 de setembro de 2007, no Staples Center, em Los Angeles. O concerto teve a participação especial do rapper Jay-Z em "Upgrade U" e das integrantes do grupo Destiny's Child, Kelly Rowland e Michelle Williams, em "Survivor". No final do show, Rowland e Williams subiram ao palco para fazer o público cantar a música "Parabéns pra Você" em homenagem à Knowles, que completaria 26 anos de idade dois dias após. |                                 |                                                             |                        |
| 2009–10 | I Am... Tour                    | 26 de março de 2009–18 de fevereiro de 2010 (Turnê mundial) | 108                    |
| Para divulgar seu terceiro álbum de inéditas, I Am... Sasha Fierce, a artista iniciou em 2009 sua segunda turnê mundial, que passou por países da América, Europa, Ásia, África e Oceania. O estilista francês Thierry Mugler se inspirou no alter ego da cantora, Sasha Fierce, para criar os figurinos da excursão. Em entrevista para o jornal de moda Women's Wear Daily (WWD), o Mugler afirmou que criou os figurinos pensando nas palavras "feminina", "livre", "guerreira" e "feroz". Pela primeira vez no Brasil, a cantora realizou uma série de cinco concertos que teve como artistas de abertura Ivete Sangalo e Wanessa. Knowles se apresentou para sessenta mil pessoas no Estádio do Morumbi, em São Paulo, onde de acordo com ela, foi o "maior show" da sua carreira. Durante sua apresentação no Morumbi, ela afirmou: "Muito obrigado por me receberem aqui. Este é meu maior show, e este é um dos maiores públicos para o qual cantei." O registro da turnê foi lançado em novembro de 2010, no DVD e CD ao vivo I Am... World Tour, que foi produzido, dirigido e editado pela própria Knowles. Além das suas performances, o DVD contém cenas de bastidores e da vida pessoal da cantora, que trabalhou por nove meses no seu processo de edição. Em uma entrevista ao Jornal Extra, ela disse: "Sinto que eu fiz muitas coisas diferentes. É hora de mostrar um pouco de como eu sou, e isso foi o mais difícil de mostrar porque filmei muitos vídeos em meu próprio computador. Eu não seria tão franca e aberta se tivesse outra pessoa na sala comigo." |                                 |                                                             |                        |
| 2013-2014 | The Mrs. Carter Show World Tour | 15 de abril de 2013 (Turne Mundial)                         | 132                    |
| The Mrs. Carter Show World Tour é a terceira turnê mundial da cantora norte-americana Beyoncé. A turnê foi anunciada oficialmente no dia 3 de fevereiro de 2013, após Beyoncé se apresentar no Super Bowl XLVII.1 O nome da turnê é uma referência ao marido da cantora, Shawn Corey Carter, mais conhecido como Jay-Z.1 Na mesma data foi divulgado o comercial de TV da turnê para o 02 Priority do Reino Unido,2 e o trailer oficial da turnê.3 As primeiras datas da turnê foram confirmadas na Europa, América do Norte e America do Sul.3 A turnê tem patrocínio da MasterCard4 e Pepsi.5 No Brasil foram anuciadas 5 cidades: Fortaleza, São Paulo, Rio de Janeiro, Belo Horizonte e Brasília. |                                 |                                                             |                        |

## Residências
| Ano | Título                         | Duração                                   | Local               | Número de performances |
| --- | ------------------------------ | ----------------------------------------- | ------------------- | ---------------------- |
| 2009 | I Am... Yours                  | 30 de julho de 2009–2 de agosto de 2009   | Encore Theater      | 4                      |
| Foi uma série de quatro concertos realizados no Encore Theater de Las Vegas. Com 98 minutos de duração, os espetáculos receberam críticas favoráveis e foi considerado um "show íntimo". O repertório incluiu mais de trinta canções, as quais foram interpretadas em versão acústica. No dia 2 de agosto de 2009, durante o último evento, a cantora gravou o CD e DVD ao vivo I Am... Yours: An Intimate Performance at Wynn Las Vegas, lançado em novembro seguinte. |                                |                                           |                     |                        |
| 2011 | 4 Intimate Nights with Beyoncé | 14 de agosto de 2011–19 de agosto de 2011 | Roseland Ballroom   | 4                      |
| Knowles realizou em quatro noites não-consecutivas, no Roseland Ballroom de Nova Iorque, uma série de shows para promover seu quarto álbum de estúdio, 4. Os ingressos para a primeira apresentação da cantora, no dia 14 de agosto, se esgotaram com apenas 22 segundos. Com tudo registrado, os melhores momentos foram lançados no DVD Live at Roseland: Elements of 4, que além das suas performances, contém cenas de bastidores e os videoclipes do 4. |                                |                                           |                     |                        |
| 2012 | Revel Presents: Beyoncé Live   | 25 de maio de 2012–28 de maio de 2012     | Revel Atlantic City | 4                      |
| Em 19 de março de 2012, foi confirmado que Knowles voltaria aos palcos após dar à luz sua filha Blue Ivy Carter. O evento foi realizando uma série de três concertos nos dias 25, 26 e 27 de maio de 2012, para inaugurar o resort Revel Atlantic City, no palco do Ovation Hall, com capacidade para mais de cinco mil pessoas. Os ingressos para os shows foram disponibilizados em 6 de abril de 2012, através da empresa Ticketmaster, após uma pré-venda exclusiva um dia antes na página oficial da cantora. Em um minuto, todos os ingressos para os três shows foram vendidos. Devido à grande demanda, um novo concerto foi agendado para o dia 28 de maio. Em 24 e 25 de maio, Knowles havia divulgado no seu portal virtual duas partes de um vídeo que contém as cenas dos bastidores do evento. |                                |                                           |                     |                        |
| 2012 | Beyoncé: New Year's Eve        | 31 de dezembro de 2012                    | Encore Theater      | 1                      |
| Recebendo mais de 4 milhões de dólares, Beyoncé participou na festa de passagem de ano do Wynn Las Vegas & Encore Resort, em Las Vegas. A festa foi limitada a cerca de 1400 pessoas que só entraram com convite. |                                |                                           |                     |                        |

## Eventos beneficentes
| Ano  | Título             | Tipo de show | Canções executadas / Notas |
| ---- | ------------------ | ------------ | --- |
| 2003 | Fashion Rocks      | Caridade     | - "Baby Boy"/"Crazy in Love" |
| 2003 | 46664              | Caridade     | - Knowles foi a primeira artista a se apresentar no evento, cantando "Baby Boy", "Dangerously in Love 2" e "Crazy in Love". - Depois, ela retornou ao palco para interpretar "American Prayer", com participação de Bono Vox, The Edge e Dave Stewart.                                 |
| 2004 | Fashion Rocks      | Caridade     | - "Naughty Girl" |
| 2006 | Fashion Rocks      | Caridade     | - Com a participação de Jay-Z, sua performance com a música "Déjà Vu" foi uma homenagem à cantora e dançarina Josephine Baker. |
| 2008 | Stand Up to Cancer | Teleton      | - Ela cantou a música "Just Stand Up!", acompanhada de Mariah Carey, Mary J. Blige, Rihanna, Fergie, Miley Cyrus, Ashanti, Natasha Bedingfield, Keyshia Cole, Ciara, Leona Lewis, Carrie Underwood e Nicole Scherzinger.                                                               |
| 2008 | Fashion Rocks      | Caridade     | - Em um dueto com Justin Timberlake, eles fizeram um cover de "Ain't Nothing Like the Real Thing", gravada originalmente por Marvin Gaye e Tammi Terrell. - Depois, ela voltou ao palco para cantar "At Last", música que ficou conhecida na voz de Etta James, que estava na plateia. |
| 2010 | Hope for Haiti Now | Teleton      | - Com Chris Martin ao piano, Knowles realizou uma versão acústica de "Halo", que devido ao evento, teve o nome "Haiti" adicionado na letra da música. |

## Outras aparições notáveis
| Ano | Título                                      | Tipo de show           | Canções executadas / Notas |
| --- | ------------------------------------------- | ---------------------- | --- |
| 2003 | BET Awards                                  | Premiação              | - "Crazy in Love" (com Jay-Z) |
| 2003 | MTV Video Music Awards                      | Premiação              | - Amarrada de cabeça para baixo, ela entrou no palco cantando "Baby Boy" e em seguida "Crazy in Love", com a participação de Jay-Z. |
| 2003 | MTV Europe Music Awards                     | Premiação              | - "Baby Boy" (com Sean Paul) |
| 2003 | Radio Music Awards                          | Premiação              | - "Baby Boy" |
| 2003 | Billboard Music Awards                      | Premiação              | - "Me, Myself and I" |
| 2004 | NRJ Music Awards                            | Premiação              | - "Baby Boy"/"Crazy in Love" |
| 2004 | Super Bowl XXXVIII                          | Evento de TV ao vivo   | - Knowles cantou o hino nacional dos Estados Unidos, "The Star-Spangled Banner", antes do início do Super Bowl XXXVIII, jogo de futebol americano que aconteceu no Reliant Stadium, em Houston, Texas. |
| 2004 | Grammy Award                                | Premiação              | - Realizando o show de abertura da premiação, Prince e Knowles fizeram um pot-pourri das musicas "Purple Rain"/"Baby I'm a Star"/"Crazy in Love"/"Let's Go Crazy". - Depois, a cantora retornou ao palco para se apresentar sozinha, cantando "Dangerously in Love 2". |
| 2004 | BRIT Awards                                 | Premiação              | - Ela se apresentou com "Crazy in Love". - Sua performance foi adicionada como um vídeo bônus no DVD Live at Wembley. |
| 2005 | Oscar                                       | Premiação              | - Se apresentando pela primeira vez no Oscar, Knowles cantou três das cinco músicas indicadas à categoria de melhor canção original: "Believe", do filme The Polar Express, em um dueto com Josh Groban; "Learn to Be Lonely", de O Fantasma da Ópera; e "Look to Your Path (Vois Sur Ton Chemin)", de Les choristes, acompanhada pelo coral American Boyschoir. |
| 2005 | Prêmio Kennedy                              | Homenagem              | - Ela cantou "Proud Mary" em homenagem à Tina Turner, que estava na plateia. |
| 2006 | BET Awards                                  | Premiação              | - Déjà Vu (com Jay-Z) |
| 2006 | MTV Video Music Awards                      | Premiação              | - Vestida com um collant de couro preto e um casaco sobre tudo, ela interpretou "Ring the Alarm". |
| 2007 | Grammy Award                                | Premiação              | - "Listen" |
| 2007 | Oscar                                       | Premiação              | - O show consistiu de três música do filme Dreamgirls, sendo que duas delas foram interpretadas separadamente por Jennifer Hudson com "Love You I Do" e Knowles com "Listen". A terceira música, "Patience", teve a participação Anika Noni Rose e Keith Robinson. |
| 2007 | Movies Rock: A Celebration of Music in Film | Especial de TV ao vivo | - Ela fez o show de abertura cantando "Somewhere Over the Rainbow", música que ficou conhecida na voz de Judy Garland como Dorothy Gale no filme The Wizard of Oz (1939). |
| 2008 | Grammy Award                                | Premiação              | - Tina Turner executou "What's Love Got to Do with It", após ser anunciada por Knowles, que retornou ao palco para cantarem juntas a música "Proud Mary". |
| 2008 | MTV Europe Music Awards                     | Premiação              | - "If I Were a Boy" |
| 2008 | World Music Awards                          | Premiação              | - "If I Were a Boy"/"Single Ladies (Put a Ring on It)" |
| 2008 | American Music Awards                       | Premiação              | - "Single Ladies (Put a Ring on It)" |
| 2008 | Prêmio Kennedy                              | Homenagem              | - Ela cantou "The Way We Were" em homenagem à Barbara Streisand, que estava na plateia. |
| 2008 | Los 40 Principales                          | Premiação              | - "If I Were a Boy" |
| 2009 | Posse de Barack Obama                       | Evento político        | - Knowles cantou "At Last" na posse de Barack Obama, que dançou com sua esposa Michelle Obama, a 46ª primeira-dama dos Estados Unidos. |
| 2009 | NAACP Image Awards                          | Premiação              | - "Halo" |
| 2009 | Oscar                                       | Premiação              | - Em uma homenagem a volta dos filmes musicais ao cinema, Knowles, Hugh Jackman, Zac Efron, Vanessa Hudgens, Dominic Cooper e Amanda Seyfried, interpretaram "The Musical is Back", um pot-pourri de músicas de famosos músicas como Mamma Mia!, Chicago e Moulin Rouge. |
| 2009 | BET Awards                                  | Premiação              | - Usando um vestido de noiva, ela cantou "Ave Maria" e "Arms of an Angel". |
| 2009 | MTV Video Music Awards                      | Premiação              | - Knowles iniciou sua apresentação com um remix de "Sweet Dreams". Em seguida, ela executou junto com várias dançarinas uma performance de "Single Ladies (Put a Ring on It)", com uma sequência de dança inspirada em Bob Fosse. |
| 2009 | MTV Europe Music Awards                     | Premiação              | - Dentro de um grande coração vermelho e acompanhada por seus dançarinos, ela interpretou "Sweet Dreams", vestida com um espartilho vermelho e usando uma máscara de olho preta. |
| 2010 | Grammy Award                                | Premiação              | - Knowles cantou "If I Were a Boy", com a qual realizou um mash-up com a música "You Oughta Know", de Alanis Morissette. |
| 2011 | Billboard Music Awards                      | Premiação              | - Antes de ganhar o prêmio Billboard Millennium Award, ela interpretou "Run the World (Girls)". |
| 2011 | Festival de Glastonbury                     | Festival               | - De acordo com a BBC, o desempenho de Knowles foi visto por mais de 2,6 milhões de espectadores na TV, se tornando a apresentação individual mais vista do festival. - O repertório incluiu os covers de "The Beautiful Ones", original de Prince, e "Sex on Fire", da banda Kings of Leon. Em "If I Were a Boy", a cantora realizou um mash-up com "You Oughta Know". \| Veja o repertório completo: \| \| -------------------------------------------------------------------------------------------------------------------------------------------------------------------------------------------------------------------------------------------------------------------------------------------------------------------------------------------------------------------------------------------------------------------------------------------------------------------------------------------------------------------------------------- \| \| 1. "Crazy in Love" 2. "Single Ladies (Put a Ring on It)" 3. "Naughty Girl" 4. "Baby Boy" 5. "Best Thing I Never Had" 6. "End of Time" 7. "If I Were a Boy"/"You Oughta Know" 8. "Sweet Dreams" 9. "Why Don't You Love Me?" 10. "The Beautiful Ones" 11. "Sex on Fire" 12. "1+1" 13. "Irreplaceable" 14. Medley de Destiny's Child e Lady Gaga: "Independent Women Part 1"/ "Bootylicious" / "Bug a Boo" / "Telephone" / "Say My Name" / "Jumpin', Jumpin'"/ "Survivor" 15. "At Last" 16. "Run the World (Girls)" 17. "Halo" Fonte:[93] \| |
| 2011 | Macy’s 4th of July Fireworks Spectacular    | Evento de TV ao vivo   | - Knowles interpretou sua canção "Best Thing I Never Had" e o cover "God Bless the USA", original do cantor Lee Greenwood. |
| 2011 | MTV Video Music Awards                      | Premiação              | - Depois de se apresentar com "Love on Top", Knowles anunciou que estava grávida de sua primeira filha. |
| Veja o repertório completo: |                                             |                        | |
| 1. "Crazy in Love" 2. "Single Ladies (Put a Ring on It)" 3. "Naughty Girl" 4. "Baby Boy" 5. "Best Thing I Never Had" 6. "End of Time" 7. "If I Were a Boy"/"You Oughta Know" 8. "Sweet Dreams" 9. "Why Don't You Love Me?" 10. "The Beautiful Ones" 11. "Sex on Fire" 12. "1+1" 13. "Irreplaceable" 14. Medley de Destiny's Child e Lady Gaga: "Independent Women Part 1"/ "Bootylicious" / "Bug a Boo" / "Telephone" / "Say My Name" / "Jumpin', Jumpin'"/ "Survivor" 15. "At Last" 16. "Run the World (Girls)" 17. "Halo" Fonte: |                                             |                        | |